# Thomas Hartwig
Thomas Hartwig (* 28. Februar 1941 in Rostock) ist ein deutscher Kameramann, Drehbuchautor, Autor und Herausgeber von Sachbüchern und Autor eines umfangreichen Romans.
Hartwig absolvierte eine Ausbildung zum Trickkameramann und als Regieassistent, von 1966 bis 1968 studierte er an der deutschen Film- und Fernsehakademie in Berlin. Später arbeitete er als Autor und Kameramann, 1974 gründete er die „JOJO Filmproduktion“ in Berlin. Hartwig drehte diverse Filme etwa für den Sender Freies Berlin und den WDR. Ab 1993 war er Dozent für Drehbuch an der Filmakademie Ludwigsburg, ab 1996 war er in gleicher Funktion an der Hochschule für Fernsehen und Film München tätig. Zwischen 1994 und 1996 war er Script Editor, Dramaturg und Autor bei der Bavaria Film und der Colonia-Media.

## Filmografie (Auswahl)
Kamera
- 1970: Oswalt Kolle: Dein Kind, das unbekannte Wesen
- 1973: Die Liebe zum Land

Drehbuch und Regie
- 1970: Wir wollen Blumen und Märchen bauen (auch Kamera)
- 1977: Die Farbe des Himmels
- 1978: Das Hochhaus
- 1979: Begegnung mit der alten Heimat
- 1980: Ein Scheffel Saat
- 1985: Im Schatten von Gestern
- Und ca. 50 Dokumentarfilme und Features

## Preise, Auszeichnungen und Stipendien
- DAG-Fernsehpreis in Silber 1986 für Im Schatten von Gestern
- Literaturstipendium des Landes Brandenburg (1997) für Mein Herz brannte nach deinem Herzen
- Stadtschreiber in Rheinsberg 2000
- Arbeitsstipendium der Kulturstiftung 2001
- Literaturstipendium Schiller-Gesellschaft 2004
- 1. Medienpreis der Rotarier Deutschland für das Hörfunkfeature „Ich vermisse die Sonne und das Meer“ 2012, Deutschlandfunk
- Förderung der Edition „Geliebter Dämon...“ Eine deutsch-jüdische Liebesgeschichte zwischen der Dichterin Lola Landau und dem Schriftsteller Armin T. Wegner in Briefen von 1916–1977 durch den Deutschen Literaturfonds (2014 und 2016).

## Veröffentlichungen
- gemeinsam mit Achim Roscher (Fotos): Die verheißene Stadt : deutsch-jüdische Emigranten in New York ; Gespräche, Eindrücke u. Bilder, Berlin : Das Arsenal 1986, ISBN 3-921810-66-3.
- (Hrsg.): Positano oder Der Weg ins dritte Leben : zwei autobiographische Anekdoten / Lola Landau, aus dem Nachlass herausgegeben, Berlin : Verl. Das Arsenal 1995, ISBN 3-921810-62-0.
- (Hrsg.): „Welt vorbei“ : Abschied von den sieben Wäldern ; die KZ-Briefe 1933/34 (Briefwechsel zwischen Armin T. Wegner und Lola Landau), aus dem Nachlass herausgegeben, Berlin : Verlag Das Arsenal 1999, ISBN 3-931109-14-3.
- Die Magie von Rheinsberg : Anekdoten & Geschichten aus einer kleinen Stadt, Stuttgart ; Leipzig : Hohenheim-Verlag 2002, ISBN 3-89850-076-4.
- Die Armenierin : Roman, mit einem Nachwort von Mischa Wegner, München : Salon-LiteraturVerlag 2014, ISBN 978-3-939321-56-9.
- „Land, das die Sonne mir schenkte“ – Tagebuch zum Roman „Die Armenierin“, Salon-LiteraturVerlag, München, 2019.